# Laforêt
Pour les articles homonymes, voir Laforêt (homonymie).
Laforêt est une section et un village de la commune belge de Vresse-sur-Semois située en Région wallonne dans la province de Namur. Le village fait partie de l'association qui regroupe les plus beaux villages de Wallonie.

## Évolution démographique
- Source: DGS, 1831 à 1970=recensements population, 1976= habitants au 31 décembre

## Histoire
Au cours de la Seconde Guerre mondiale, le 12 mai 1940, Laforêt est prise par les Allemands de la 2e Panzerdivision du Generalmajor Rudolf Veiel.
Laforêt fit l'objet d'une première fusion de communes en 1964 avec les localités de Membre et de Vresse pour intégrer la nouvelle entité de Vresse. En 1977, une nouvelle fusion la rattache à la nouvelle commune de Vresse-sur-Semois.

## Patrimoine et culture

### Patrimoine architectural

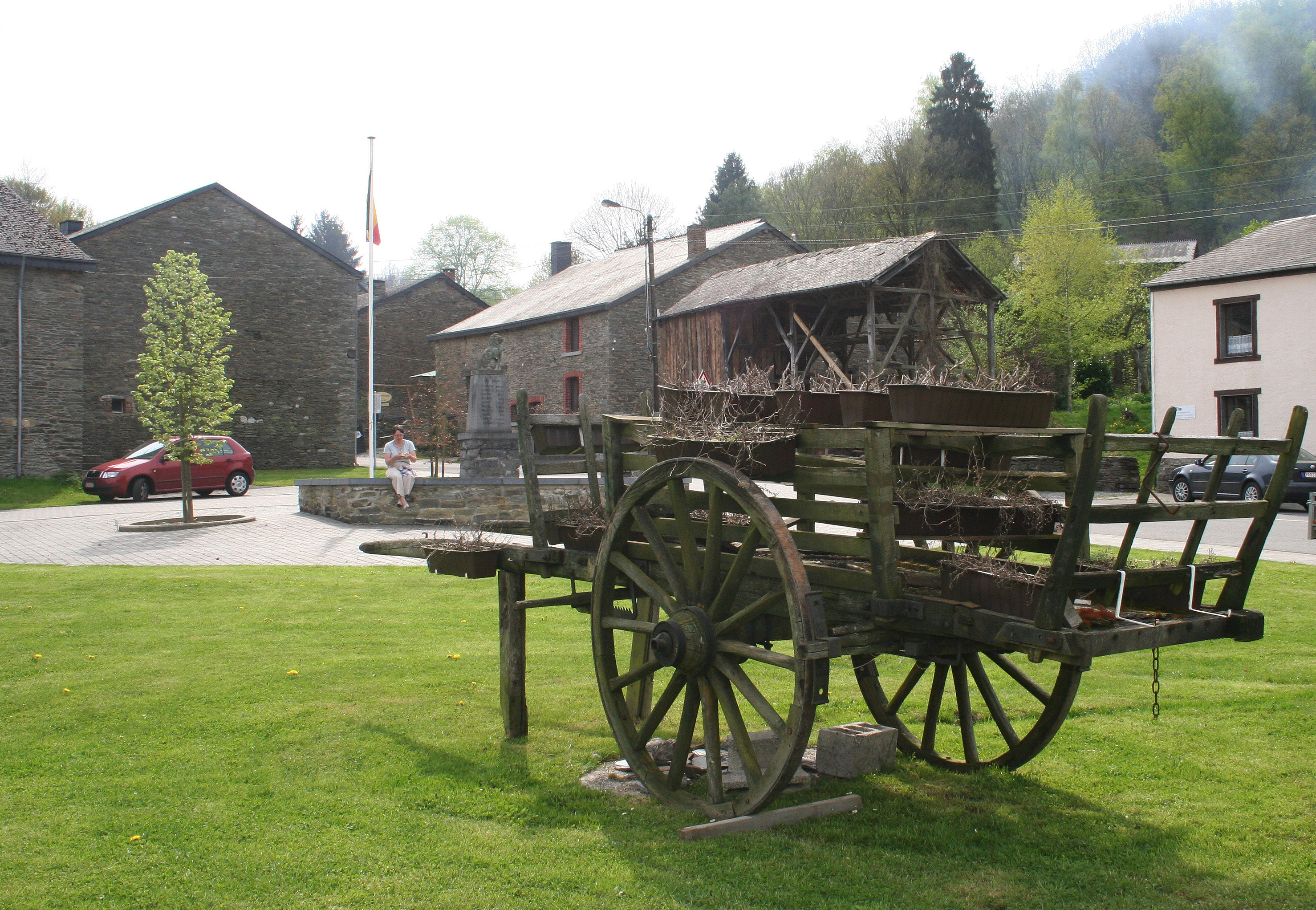
La place du village.

- Pont de claies : sur la Semois en amont du village, ce petit pont, formé de claies (des panneaux tressés de branches de charme), est monté chaque année (par monsieur Claude Delosse) au début de l'été et démonté à la fin de l'été. Il permettait jadis le passage à pied sec des agriculteurs ou du bétail.
- Église Sainte-Agathe : datant de 1779, cet édifice possède un chemin de croix moderne, que l'on doit à Jacques Vander Elst.
- Deux abreuvoirs classés.